# Dendrocorticium ionides
Dendrocorticium ionides är en svampart som tillhör divisionen basidiesvampar, och som först beskrevs av Bres., och fick sitt nu gällande namn av Michael J. Larsen och Robert Lee Gilbertson. Dendrocorticium ionides ingår i släktet Dendrocorticium, och familjen Corticiaceae. Arten är reproducerande i Sverige.